# Editorial Kamite
Editorial Kamite es una editorial mexicana dedicada a la publicación de cómics y manga.

## Series publicadas

### Cómics
- 28 días después (febrero de 2013 - 6 de octubre de 2015)
- 300 (diciembre de 2013)
- Adventure Time (octubre de 2014 - presente)
- Archer & Armstrong (mayo de 2014 - presente)
- Archie (8 de diciembre de 2016 - presente)
- Avatar: The Last Airbender – La Promesa (2017)
- Avatar: The Last Airbender – La Búsqueda (2018)
- Avatar: The Last Airbender – La Brecha (2019)
- Avatar: The Last Airbender – Humo y Sombra (2020-2023)
- Avatar: The Last Airbender – Norte y Sur (2024)
- Avatar: The Last Airbender – Desequilibrio (2024-2025)
- Back to the Future (3 de septiembre de 2016 - presente)
- Better Place (2 de febrero de 2024)
- Black Science (7 de noviembre de 2014 - 2 de junio de 2015)
- Bloodshot (marzo de 2014 - presente)
- Call of Duty Black Ops III (6 de agosto de 2016 - presente)
- Chew (diciembre de 2013 - 5 de junio de 2016)
- Clarence (1 de abril de 2016 - julio de 2016)
- Doomsday.1 (marzo de 2014 - julio de 2014)
- Drifter (2017)
- Echo
  - Echo (Individual) (1 de abril de 2016)
  - Echo (TPB) (3 de septiembre de 2016 - presente)
- Eternal Warrior (3 de septiembre de 2016 - presente)
- Fanboys vs. Zombies (febrero de 2013 - 5 de mayo de 2015)
- Fell (8 de marzo de 2016)
- Las Desventuras de Grumpy Cat (3 de septiembre de 2016 - presente)
- Hack/Slash (3 de noviembre de 2015 - 3 de octubre de 2016)
- Halo
  - Halo: Initiation (6 de febrero de 2014 - junio de 2014)
  - Halo: Escalation (4 de febrero de 2015 - febrero de 2016)
- Harbinger
  - Harbinger (febrero de 2014 - presente)
  - Harbinger Wars (9 de octubre de 2015 - 7 de abril de 2016)
- Hellraiser (febrero de 2013 - 7 de mayo de 2015)
- I Hate Fairyland (8 de diciembre de 2015 - 5 de agosto de 2016)
- Invader Zim (8 de marzo de 2016 - presente)
- Invincible (septiembre de 2013 - presente)
- Jughead (8 de diciembre de 2016 - presente)
- Killjoys (3 de marzo de 2015 - 8 de septiembre de 2015)
- Lucky Penny (2017)
- Metal Gear Solid (2017)
- Mirror's Edge Exordium (0 de diciembre de 2016 - presente)
- Motor Girl (7 de diciembre de 2016 - presente)
- Mystery Society (7 de noviembre de 2014 - 1 de mayo de 2015)
- Ninjak (3 de septiembre de 2016 - presente)
- Outcast (7 de marzo de 2017 - presente)
- Over the Garden Wall
  - Over the Garden Wall Especial (8 de marzo de 2016)
  - Over the Garden Wall (Serie) (8 de diciembre de 2016 - presente)
- Power Rangers Pink (2017)
- Pretty Deadly (7 de marzo de 2017 - presente)
- Quantum and Woody (julio de 2014 - presente)
- Rachel Rasing (0 de marzo de 2014 - presente)
- Rai (6 de junio de 2016 - presente)
- Regular Show (7 de marzo de 2016 - presente)
- Revelations (julio de 2014 - 5 de junio de 2015)
- Revival (2 de diciembre de 2015 - presente)
- Saga (marzo de 2014 - presente)
- Scott Pilgrim
  - Scott Pilgrim (7 de noviembre de 2014 - 1 de diciembre de 2015)
  - Scott Pilgrim (Hard Cover) (7 de noviembre de 2014 - 1 de diciembre de 2015)
  - Scott Pilgrim - Evil Edition (Diciembre de 2022-diciembre de 2023)
- Seven Sons (2 de marzo de 2024)
- Severed (7 de noviembre de 2014 - 4 de agosto de 2015)
- Sex Criminals (3 de marzo de 2015 - presente)
- Shadowman
  - Shadowman (junio de 2014 - diciembre de 2016)
  - Shadowman End Times (8 de enero de 2017)
- Silent Hill
  - Silent Hill (7 de diciembre de 2014 - 1 de mayo de 2015)
  - Silent Hill: Among the Damned (8 de septiembre de 2015)
  - Silent Hill: Dead/Alive (4 de diciembre de 2015)
  - Silent Hill: Paint it Black (6 de noviembre de 2015)
  - Silent Hill: The Grinning Man (8 de diciembre de 2015)
- Simpsons Comics (agosto de 2013 - 5 de junio de 2016)
- Sin City (3 de febrero de 2014 - 7 de abril de 2015)
- Spy Kids (1 de abril de 2016 - 9 de junio de 2016)
- Sombra (0 de julio de 2016 - presente)
- Sonic the Hedgehog (17 de marzo de 2023)
- Spawn (abril de 2013 - presente)
- Steven Universe (1 de abril de 2016 - 8 de enero de 2017)
- Strangers in Paradise (2 de enero de 2016 - 4 de marzo de 2017)
- Stray Dogs (22 de noviembre de 2023)
- Teenage Mutant Ninja Turtles
  - Teenage Mutant Ninja Turtles (Individual) (1 de mayo de 2016)
  - Teenage Mutant Ninja Turtles (TPB) (2 de enero de 2017 - presente)
- Teenage Mutant Ninja Turtles: The Last Ronin (Octubre de 2023-abril de 2024)
- The Amazing World of Gumball (8 de marzo de 2016 - presente)
- The Last of Us: American Dreams
  - The Last of Us: American Dreams (Individual) (0 de marzo de 2014 - julio de 2014)
  - The Last of Us: American Dreams (TPB) (3 de septiembre de 2015)
- The Manhattan Projects (7 de marzo de 2017 - presente)
- The Powerpuff Girls (7 de marzo de 2017 - presente)
- The True Lives of the Fabulous Killjoys: California (Octubre de 2022)
- The True Lives Of The Fabulous Killjoys: National Anthem (Marzo de 2022)
- The Umbrella Academy
  - The Umbrella Academy (0 de marzo de 2014 - septiembre de 2014)
  - The Umbrella Academy: Dallas (7 de noviembre de 2014 - 1 de mayo de 2015)
- The Walking Dead - Recopilatorio (diciembre de 2012 - presente)
- The Walking Dead - Individual (marzo de 2019 - junio de 2024)
- The Walking Dead: Here’s Negan! (Junio de 2024)
- Uncle Grandpa (1 de abril de 2016 - 9 de septiembre de 2016)
- Unity (1 de noviembre de 2016 - presente)
- V-Wars (2 de octubre de 2015 - presente)
- Universo Valiant (3 de septiembre de 2016)
- World of Warcraft: Crónica (2 de julio de 2016)
- Wytches (3 de noviembre de 2015 - 1 de junio de 2016)
- X-O Manowar (5 de febrero de 2014 - presente)

### Manga
| Lista de publicaciones                                                                        | Lista de publicaciones                                                                 | Lista de publicaciones | Lista de publicaciones | Lista de publicaciones | Lista de publicaciones   | Lista de publicaciones   | Lista de publicaciones |
| Título                                                                                        | Autor                                                                                  | Demografía             | Volúmenes Publicados   | Periodicidad           | Inicio de publicación    | Fin de publicación       |                        |
| --------------------------------------------------------------------------------------------- | -------------------------------------------------------------------------------------- | ---------------------- | ---------------------- | ---------------------- | ------------------------ | ------------------------ | ---------------------- |
| ¡Soy una araña! ¿Y qué? (Kumo desuga, nanika?) (Manga)                                        | Asahiro Kakashi (Dibujo) Okina Baba (Autor) Tsukasa Kiryu (Diseño de personajes)       | Seinen                 | 8/16~                  | En publicación         | 29 de enero de 2021      | En publicación           |                        |
| ¡Soy una araña! ¿Y qué? (Kumo desuga, nanika?) (Novela Ligera)                                | Okina Baba (Guion) Tsukasa Kiryu (Dibujo)                                              | Seinen                 | 11/16                  | En publicación         | 5 de marzo de 2019       | En publicación           |                        |
| 1001 Knights                                                                                  | Yukiru Sugisaki                                                                        | Josei                  | 10/10                  | Finalizada             | 2 de diciembre de 2020   | 25 de febrero de 2023    |                        |
| Akashic Records of Bastard Magic Instructor                                                   | Tarō Hitsuji (Guion) Aosa Tsunemi (Dibujo)                                             | Shōnen                 | 9/16                   | En publicación         | 4 de junio de 2019       | En publicación           |                        |
| Another                                                                                       | Yukito Ayatsuji (Guion) Hiro Kiyohara (Dibujo)                                         | Seinen                 | 4/4                    | Finalizada             | 3 de septiembre de 2016  | 7 de marzo de 2017       |                        |
| Atrail: Vida Ordinaria en un Mundo Ficticio y Elemento de Desintegración                      | Goro Taniguchi (Guion) Akihiko Higuchi (Dibujo)                                        | Shōnen                 | 6/6                    | Finalizada             | 4 de junio de 2019       | 25 de julio de 2025      |                        |
| Besos Verdaderos: Sekirara ni Kiss                                                            | Fumie Akuta                                                                            | Shōjo                  | 9/9                    | Finalizada             | 6 de mayo de 2022        | 1 de agosto de 2024      |                        |
| Cardcaptor Sakura                                                                             | CLAMP                                                                                  | Shōjo                  | 9/9                    | Finalizada             | 7 de octubre de 2018     | 22 de julio de 2020      |                        |
| Cardcaptor Sakura - Clear Card Arc                                                            | CLAMP                                                                                  | Shōjo                  | 11/16                  | En publicación         | 15 de marzo de 2023      | En publicación           |                        |
| Chobits                                                                                       | CLAMP                                                                                  | Shōjo                  | 7/8                    | En publicación         | 17 de marzo de 2023      | En publicación           |                        |
| Citrus                                                                                        | Saburouta                                                                              | Yuri                   | 10/10                  | Finalizada             | 9 de julio de 2019       | Diciembre de 2022        |                        |
| Citrus+                                                                                       | Saburouta                                                                              | Yuri                   | 4/5                    | En publicación         | Diciembre de 2022        | En publicación           |                        |
| Clover                                                                                        | CLAMP                                                                                  | Shōjo                  | 2/2                    | Finalizada             | 3 de mayo de 2019        | 3 de mayo de 2019        |                        |
| Deadman Wonderland                                                                            | Jinsei Kataoka (Guion) Kazuma Kondou (Dibujo)                                          | Shōnen                 | 13/13                  | Finalizada             | 3 de diciembre de 2014   | 3 de septiembre de 2016  |                        |
| Death March to the Parallel World Rhapsody (Manga)                                            | Ayamegumu                                                                              | Shōnen                 | 5/12~                  | En publicación         | 26 de noviembre de 2021  | En publicación           |                        |
| Death March to the Parallel World Rhapsody (Novela Ligera)                                    | Hiro Ainana (Guion) shri (Dibujo)                                                      | Shōnen                 | 8/22~                  | En publicación         | 24 de septiembre de 2021 | En publicación           |                        |
| El Jardín de las Palabras                                                                     | Makoto Shinkai (Guion) Midori Motohashi (Dibujo)                                       | Seinen                 | 1/1                    | Finalizada             | 3 de mayo de 2019        | 3 de mayo de 2019        |                        |
| El Nieto del Sabio: Kenja no Mago                                                             | Tsuyoshi Yoshioka (Guion) Shunsuke Ogata (Dibujo) Seiji Kikuchi (Diseño de Personajes) | Seinen                 | 5/16~                  | En publicación         | 5 de agosto de 2019      | En publicación           |                        |
| El Nieto del Sabio: Kenja no Mago (Novela Ligera)                                             | Tsuyoshi Yoshioka (Guion) Seiji Kikuchi (Dibujo)                                       | Seinen                 | 2/20~                  | En publicación         | 26 de octubre de 2024    | En publicación           |                        |
| Gamers!                                                                                       | Sekina Aoi (Guion), Tsubasa Takahashi (Dibujo, Color)                                  | Shōnen                 | 3/7                    | En publicación         | 29 de junio de 2024      | En publicación           |                        |
| Girl Friends                                                                                  | Milk Morinaga                                                                          | Seinen                 | 5/5                    | Finalizada             | 2 de octubre de 2016     | 9 de julio de 2017       |                        |
| Godeath: Sangre de Diosa                                                                      | Yuji Shiozaki                                                                          | Seinen                 | 3/3                    | Finalizada             | 1 de mayo de 2016        | 3 de septiembre de 2016  |                        |
| Hellsing                                                                                      | Kōta Hirano                                                                            | Seinen                 | 10/10                  | Finalizada             | 1 de octubre de 2013     | 10 de diciembre de 2014  |                        |
| Hoshi Mamoru Inu: El Perro Guardián de las Estrellas                                          | Takashi Murakami                                                                       | Seinen                 | 1/1                    | Finalizada             | 8 de febrero de 2015     | 8 de febrero de 2015     |                        |
| Zoku Hoshi Mamoru Inu: El Perro Guardián de las Estrellas (Continuación)                      | Takashi Murakami                                                                       | Seinen                 | 1/1                    | Finalizada             | 8 de marzo de 2016       | 8 de marzo de 2016       |                        |
| Hoshino, Cierra tus ojos                                                                      | Kohei Nagashii                                                                         | Shōnen                 | 12/13                  | Semestral              | 14 de enero de 2022      | En publicación           |                        |
| Hybrid x Heart Magias Academy Ataraxia                                                        | Riku Ayakawa                                                                           | Seinen                 | 4/4                    | Finalizada             | 9 de diciembre de 2020   | 5 de noviembre de 2021   |                        |
| Igarashi-kun to Nakahara-kun                                                                  | Isamu                                                                                  | Yaoi                   | 3/6                    | En publicación         | 29 de junio de 2024      | En publicación           |                        |
| Kamisama Darling                                                                              | Kyoko Aiba                                                                             | Yaoi                   | 8/8                    | Finalizada             | 9 de noviembre de 2018   | 5 de mayo de 2022        |                        |
| King's Game                                                                                   | Nobuaki Kanazawa (Guion) Hitori Renda (Dibujo)                                         | Seinen                 | 5/5                    | Finalizada             | 5 de mayo de 2015        | 5 de diciembre de 2015   |                        |
| Konosuba ¡Bendice este maravilloso mundo!                                                     | Natsume Akatsuki (Guion) Masahito Watari (Arte)                                        | Shōnen                 | 10/16~                 | En publicación         | 8 de noviembre de 2019   | En publicación           |                        |
| Kuroha y Nijisuke                                                                             | Ryohgo Narita (Guion) Nazuna Shiraume (Arte)                                           | Shōnen                 | 1/1                    | Finalizada             | 7 de septiembre de 2019  | 7 de septiembre de 2019  |                        |
| Las Flores del Mal: Aku no Hana                                                               | Shūzō Oshimi                                                                           | Shōnen                 | 11/11                  | Finalizada             | 5 de marzo de 2019       | 24 de junio de 2022      |                        |
| La vida ideal de un mantendio (Risou no Himo Seikatsu)                                        | Tsunehiko Watanabe (Guion) Neko Hinotsuki (Arte)                                       | Seinen                 | 1/21~                  | En publicación         | 25 de noviembre de 2024  | En publicación           |                        |
| Magic Knight Rayearth                                                                         | CLAMP                                                                                  | Shōjo                  | 3/3                    | Finalizada             | 8 de enero de 2019       | 3 de mayo de 2019        |                        |
| Mirai Nikki                                                                                   | Sakae Esuno                                                                            | Shōnen                 | 12/12                  | Finalizada             | 10 de enero de 2015      | 5 de agosto de 2016      |                        |
| Netsuzou TRap -NTR-                                                                           | Naoko Kodama                                                                           | Yuri                   | 6/6                    | Finalizada             | 2 de octubre de 2020     | 4 de febrero de 2022     |                        |
| Nodame Cantabile                                                                              | Tomoko Ninomiya                                                                        | Josei                  | 14/25                  | Irregular              | 4 de mayo de 2018        | En publicación           |                        |
| Octave                                                                                        | Haru Akiyama                                                                           | Seinen                 | 6/6                    | Finalizado             | 24 de septiembre de 2021 | 10 de diciembre de 2022  |                        |
| Oreimo                                                                                        | Tsukasa Fushimi (Guion) Sakura Ikeda (Arte)                                            | Seinen                 | 4/4                    | Finalizado             | 4 de diciembre de 2015   | 8 de junio de 2016       |                        |
| Prison School                                                                                 | Akira Hiramoto                                                                         | Seinen                 | 19/28                  | Irregular              | 5 de junio de 2018       | En publicación           |                        |
| Que se joda el futuro (Shouraiteki ni Shinde Kure)                                            | Chihiro Nagato                                                                         | Yuri                   | 6/7                    | En publicación         | 4 de junio de 2023       | En publicación           |                        |
| Saikin Imotono                                                                                | Mari Matsuzawa                                                                         | Shōnen                 | 11/11                  | Finalizada             | 3 de septiembre de 2016  | 4 de septiembre de 2018  |                        |
| Saint Seiya Episodio G                                                                        | Megumu Okada Masami Kurumada                                                           | Shōnen/Seinen          | 20/20                  | Finalizada             | Febrero de 2014          | 1 de diciembre de 2017   |                        |
| Saint Seiya: Episodio G #0                                                                    | Megumu Okada Masami Kurumada                                                           | Seinen                 | 1/1                    | Finalizada             | 4 de mayo de 2018        | 4 de mayo de 2018        |                        |
| Sankarea                                                                                      | Mitsuru Hattori                                                                        | Shōnen                 | 11/11                  | Finalizada             | 7 de octubre de 2018     | 4 de agosto de 2020      |                        |
| Steins;Gate                                                                                   | Yomi Sarachi                                                                           | Seinen                 | 3/3                    | Finalizada             | 5 de junio de 2016       | 2 de noviembre de 2016   |                        |
| Tokyo Babylon                                                                                 | CLAMP                                                                                  | Shōjo                  | 3/3                    | Finalizada             | 3 de septiembre de 2016  | 9 de abril de 2017       |                        |
| Toradora!                                                                                     | Yuyuko Takemiya (Guion) Yasu (Dibujo)                                                  | Shōnen                 | 11/12~                 | En publicación         | 2 de enero de 2016       | En publicación           |                        |
| Trinity Seven                                                                                 | Akinari Nao                                                                            | Shōnen                 | 12/27~                 | En publicación         | 4 de junio de 2019       | En publicación           |                        |
| Tsubasa: RESERVoir CHRoNiCLE                                                                  | CLAMP                                                                                  | Shōnen                 | 28/28                  | Finalizada             | 16 de marzo de 2018      | 6 de mayo de 2022        |                        |
| Watashi Sekai o Kouseisuru Chiri no You na Nani ka (Aquello como polvo que conforma mi mundo) | Shuninta Amano                                                                         | Yuri                   | 3/3                    | Finalizada             | 8 de enero de 2021       | 15 de septiembre de 2021 |                        |
| ×××HOLiC                                                                                      | CLAMP                                                                                  | Seinen/Shōnen          | 19/19                  | Finalizada             | 7 de octubre de 2018     | 2 de mayo de 2024        |                        |
| Yokohama Station Fable                                                                        | Yuba Isukari (Guion), Gonbee Shinkawa (Dibujo)                                         | Seinen                 | 1/3                    | En publicación         | 21 de diciembre de 2024  | En publicación           |                        |
| Yokohama Station Fable (Novela Ligera)                                                        | Yuba Isukari (Guion), Tatsuyuki Tanaka (Dibujo, Color)                                 | Seinen                 | 1/1                    | Finalizada             | 4 de noviembre de 2023   | 4 de noviembre de 2023   |                        |